# البطولة الجهوية الإسبانية-المغربية
كانت البطولة الإقليمية الإسبانية المغربية كامبيوناطو ريخيونال هسبانو ماروكي) بطولة كرة قدم إسبانية رسمية، نظمها الاتحاد الإسباني المغربي لكرة القدم ، وشاركت فيها الأندية التابعة لها .
كانت الأندية تتنافس سنويًا بين عامي 1932 و1940، منذ عام 1934، اعتُبرت البطولة جزءًا من أقسام الدوري الإسباني، حيث كان الفائز بها يتأهل للدرجة الثالثة من الدوري الإسباني (الليغا) ويشارك في كأس ملك إسبانيا أو ما يُعرف أيضًا بـ كأس الجنرال. 

## التاريخ
انطلقت البطولة في موسم 1931/32 بعد إنشاء الاتحاد الإسباني المغربي لكرة القدم، الذي كان في البداية يتكون فقط من أندية مدينتي سبتة وتطوان، حيث كانت هاتان المدينتان هما الوحيدتان اللتان شاركتا في النسخة الافتتاحية. أقيمت البطولة بنظام الدوري وشارك فيها ثلاثة عشر فريقًا، تم تقسيمهم إلى ثلاث فئات. في الفئة الأولى، المكونة من ثلاثة فرق، توج فريق كولتورا سبورت سوتي (Cultura Sport Ceutí) بالبطولة، متفوقًا على فريق سبتة إف سي (Ceuta FC) وفريق أرتيليريا، الذي كان فريقًا عسكريًا من سبتة .
في موسم 1932/1933، أقيمت بطولة الدرجة الأولى على مرحلتين.
- في المرحلة الأولى، التي لعبت بنظام مباراة ذهاب وإياب، تم تقسيم الفرق المشاركة إلى مجموعتين:
  - المنطقة الغربية: ضمت فرق سبتة وتطوان وطنجة والعرائش.
  - المنطقة الشرقية: شملت فرق مليلية ومنطقة الريف.
- في المرحلة الثانية، كان من المقرر أن تواجه الفرق الأعلى تصنيفًا من كل مجموعة بعضها البعض في جولة نهائية بنظام مباراة ذهاب وإياب، لتحديد البطل. لكن خلال ذلك الموسم، انسحبت فرق المنطقة الشرقية بسبب ضيق الوقت، مما أدى إلى تتويج بطل المنطقة الغربية، نادي أفريقيا الرياضي (أفريكا سبورت كلوب - Africa Sport Club)، بطلًا للبطولة.

في نوفمبر 1932، انضم الاتحاد الإسباني المغربي لكرة القدم إلى الاتحاد الإسباني لكرة القدم، مما سمح للفائز ببطولته الإقليمية بالمشاركة في الدوري الإسباني و كأس ملك إسبانيا  اعتبارًا من ذلك العام.
أقيمت البطولة الإقليمية بنفس النظام المعتمد في الموسم السابق، حيث تنافس في الجولة النهائية:
- الفريقان الأول والثاني من المنطقة الغربية: سبتة الرياضية (سيوداد ديبورتيفا سبتة - Ceuta Sport Club) وأفريقيا الرياضية (أفريكا سبورت كلوب - Africa Sport Club).
- بطل المنطقة الشرقية: نادي مليلية الإسباني (كلوب إسبانيول دي مليلية - Club Español de Melilla).

في النهاية، تُوّج نادي سبتة الرياضي بالبطولة، وهو فريق ناتج عن اندماج نادي الثقافة الرياضية في سبتة (كلتورا سبورت سوتي - Cultura Sport Ceutí) ونادي سبتة لكرة القدم (سبتة إف سي - Ceuta FC). وبذلك أصبح أول فريق شمال أفريقي يشارك في كأس ملك إسبانيا.
في موسم 1934/35، تمكن نادي سبتة الرياضي (سيوداد ديبورتيفا سبتة - Ceuta Sport Club) من استعادة اللقب، متفوقًا مرة أخرى على نادي أفريقيا الرياضي (أفريكا سبورت كلوب - Africa Sport Club)، بالإضافة إلى ممثل مليلية، نادي مليلية لكرة القدم (كلوب دي فوتبول مليلية - Club de Fútbol Melilla).
أما في الموسم التالي (1935/36)، وهو آخر موسم قبل اندلاع الحرب الأهلية الإسبانية (1936-1939)، فقد تمكنت أندية تطوان من إنهاء هيمنة فرق سبتة على البطولة. حيث توج أتليتيك تطوان (أتليتيك كلوب دي تطوان - Athletic Club de Tetuán) باللقب، بينما جاء إسبانيول تطوان (كلوب إسبانيول دي فوتبول - Español FC de Tetuán) في المركز الثاني.
في عام 1939، وبعد إعادة تنظيم الاتحاد الإسباني لكرة القدم عقب الحرب الأهلية الإسبانية (1936-1939)، تم إطلاق أول بطولة وطنية بعد الحرب تحت اسم كأس الجنرال (كوبا ديل خينيرال - Copa del Generalísimo)، التي كانت امتدادًا لبطولة كأس ملك إسبانيا.
تم تحديد الأندية المشاركة في البطولة بناءً على نتائج البطولات الإقليمية، لكن بعض الاتحادات الإقليمية لم تتمكن من إرسال ممثليها بسبب التأخر في استكمال المنافسات. وفيما يخص منطقة المغرب الخاضع للحماية الإسبانية، لم تُنظم بطولة إسبانيا المغربية (كامبيوناطو ريخيونال هيسبانو-ماروكي - Campeonato Regional Hispano-Marroquí) في ذلك الموسم، ما جعل الأندية المغربية مستبعدة عمليًا من المشاركة.
رغم ذلك، تمكن نادي سبتة الرياضي (سبتة سبورت كلوب - Ceuta Sport Club) من المشاركة في بطولة الجنوب (كامبيوناطو ريجونال ديل سور - Campeonato Regional del Sur)، حيث احتل المركز الثاني بعد نادي إشبيلية (إشبيلية إف سي - Sevilla FC) ونادي ريال بيتيس (ريال بيتيس بالومبيي - Real Betis Balompié)، اللذين تأهلا مباشرة إلى كأس الجنرال. ومع أن الفرق المغربية كانت دائمًا تواجه صعوبات في الوصول إلى المنافسات الوطنية، إلا أن نادي سبتة حصل على دعوة استثنائية للمشاركة في البطولة، في خطوة اعتبرها الإسبان "تكريمًا للرياضة في المغرب المحمي، حيث بدأت الحركة التي أنقذت الوطن".
كان هذا القرار يعكس السياسة الإسبانية آنذاك، التي كانت تستغل الرياضة كأداة لتعزيز نفوذها الاستعماري في شمال المغرب، مع تهميش واضح للأندية المغربية مقارنةً بنظيراتها الإسبانية.
أقيمت النسخة الأخيرة من بطولة إسبانيا المغربية (كامبيوناطو ريخيونال هيسبانو-ماروكي) في موسم 1939/1940، وسط تغييرات كبيرة في المشهد الرياضي بسبب تداعيات الحرب الأهلية الإسبانية.
في هذه النسخة، واصل نادي سبتة الرياضي (سبتة سبورت كلوب - Ceuta Sport Club) فرض هيمنته، مؤكداً أنه الفريق الأكثر نجاحًا في تاريخ البطولة، بعد أن حقق لقبه الثالث. وجاء هذا التتويج بعد تفوقه في دور المجموعات على نادي طنجة (كلوب يونيدو دي طنجة - Club Unión de Tánger) ونادي أفريقيا الرياضي (أفريكا سبورت كلوب - África Sport Club)، ليؤكد مجددًا سيطرة أندية سبتة وتطوان على المنافسة في ظل تراجع تمثيل الفرق المغربية بسبب الهيمنة الإسبانية على البطولة.

## بالميريس
| موسم                       | بطل                                     | نتيجة                                   | المتسابق الثاني في السباق               | الدرجات                                                                           |
| البطولة الإسبانية المغربية | البطولة الإسبانية المغربية              | البطولة الإسبانية المغربية              | البطولة الإسبانية المغربية              | البطولة الإسبانية المغربية                                                        |
| -------------------------- | --------------------------------------- | --------------------------------------- | --------------------------------------- | --------------------------------------------------------------------------------- |
| 1931-32                    | سي إس سيوتي                             |                                         | سبتة ف. ج.                              | نادي أفريقيا الرياضي ونادي المغرب لكرة القدم الفائزان بـ 2. ª و 3. الفئة الثالثة. |
| 1932-33                    | نادي أفريقيا لكرة القدم                 |                                         | سانتا باربرا-أوروبا ف. ج.               |                                                                                   |
| 1933-34                    | سبتة سبورت                              |                                         | نادي أفريقيا لكرة القدم                 |                                                                                   |
| 1934-35                    | سبتة سبورت                              |                                         | نادي أفريقيا لكرة القدم                 |                                                                                   |
| 1935-36                    | نادي تطوان                              |                                         | الاسبانية ف. ج.                         |                                                                                   |
| 1936-37                    | لم يتم التنازع عليها بسبب الحرب الأهلية | لم يتم التنازع عليها بسبب الحرب الأهلية | لم يتم التنازع عليها بسبب الحرب الأهلية | لم يتم التنازع عليها بسبب الحرب الأهلية                                           |
| 1937-38                    | لم يتم التنازع عليها بسبب الحرب الأهلية | لم يتم التنازع عليها بسبب الحرب الأهلية | لم يتم التنازع عليها بسبب الحرب الأهلية | لم يتم التنازع عليها بسبب الحرب الأهلية                                           |
| 1938-39                    | سبتة سبورت                              |                                         |                                         |                                                                                   |
| 1939-40                    | سبتة سبورت                              |                                         | نادي طنجة لكرة القدم                    |                                                                                   |

### كأس البلدية
- 1921-22 : سبتة سبورت (1)
- 1923-24 : سبتة سبورت (2)
- 1924-25 : كريستينا سبورت (1)
- 1925-26 : سبتة سبورت (3)
- 1928-29 : CS Ceutí (1)
- 1929-30 : نادي فيلاجوفيتا لكرة القدم (1)
- 1930-31 : CS Ceutí (2)
- 1931-32 : CS Ceutí (3)

## الأدب
- Martínez Calatrava، Vicente (2002). Historia y estadística del fútbol español. II Parte: De los  Juegos de Amberes a la Guerra Civil (1920-1939). Fundación Zerumuga. ISBN:978-84-607-5701-3. {{استشهاد بكتاب}}: تأكد من صحة |isbn= القيمة: checksum (مساعدة)
- Federación Española de Fútbol (1933–42). Anuario. Madrid.{{استشهاد بكتاب}}:  صيانة الاستشهاد: تنسيق التاريخ (link) صيانة الاستشهاد: مكان بدون ناشر (link)

## روابط خارجية
- تاريخ كرة القدم في سبتة

قالب:ORDENAR:Hispanomarroqui
- وصلة=Wikidata|بديل=Wd|20x20بك|Wikidata بيانات: س5744472